# Euoplos hoggi
Euoplos hoggi är en spindelart som först beskrevs av Simon 1908.  Euoplos hoggi ingår i familjen Idiopidae. Inga underarter finns listade.